# Robert King Merton
Robert King Merton, registrado al nacer como Meyer Robert Schkolnick (Filadelfia, 4 de julio de 1910 - Nueva York, 23 de febrero de 2003), fue un sociólogo estadounidense. Es padre de Robert C. Merton, laureado con el Premio en Ciencias Económicas en memoria de Alfred Nobel.
Padre de la teoría de las funciones manifiestas en el mundo para funciones latentes, y autor de obras como El análisis estructural en la sociología (1975), Merton es uno de los clásicos de la escuela estadounidense de esta disciplina. También fue importante su labor en el campo de la sociología de la ciencia. Muchas frases acuñadas por él son hoy utilizadas diariamente, dentro y fuera de la sociología.

## Biografía
Nacido en el seno de una humilde familia judía emigrada del este de Europa, su nombre de nacimiento fue Meyer Schkolnick, que más tarde cambió al de Robert King Merton. Como declara en su autobiografía, acudió a la escuela elemental de Filadelfia pero su pasatiempo favorito era leer en la biblioteca Andrew Carnegie, con lo que consiguió una sólida y enciclopédica formación autodidacta y logró separarse de las bandas callejeras. Empezó a cursar sus estudios universitarios en Temple College (1927), un centro universitario de la Iglesia bautista de Filadelfia para jóvenes con pocos recursos. Primero se orientó hacia la filosofía, pero al conocer a George E. Simpson, un profesor de sociología joven que preparaba su tesis doctoral sobre la imagen de los negros en la prensa de Filadelfia, se convirtió al poco en su ayudante de investigación y se decantó por esta disciplina. Allí obtuvo su Bachelor of Arts en 1931. Por su relación con Simpson asistió al encuentro anual de la American Sociological Society, antecedente de la actual ASA, y allí conoció a Pitirim Sorokin fundador y director del recién creado (1930) Departamento de Sociología de la Universidad de Harvard, que le animó a proseguir sus estudios con él y lo orientó hacia la sociología europea; en su autobiografía destaca Merton que Sorokin le abrió los ojos a perspectivas sociológicas más amplias que las de los Estados Unidos. Además su figura le impresionaba por el papel que jugó en la revolución rusa: Sorokin fue encarcelado tres veces por los zaristas y otras tres por los bolcheviques, fue secretario de Kerensky y sufrió una condena a muerte que Lenin conmutó por exilio. En aquellos momentos en que Estados Unidos atravesaba la Gran Depresión, Merton era entonces un entusiasta socialista.
Merton se convirtió en ayudante de Sorokin en Harvard. Sus primeros artículos académicos aparecieron en 1934: «Recent French Sociology» y «Durkheim’s Division of Labor in Society». Merton se convirtió en un durkheimiano transatlántico y en estos artículos descansan las bases de lo que posteriormente fue su propio modo de análisis funcional y estructural, amén de expresar su interés por la sociología europea más clásica. Pero quien más influyó en sus formas sociológicas de pensar no fue tanto el ya reconocido Sorokin, sino un joven profesor todavía desconocido, Talcott Parsons, que cinco años después, publicaría su libro decisivo La estructura de la acción social (1937). De Parsons aprendió Merton la importancia de enseñar y discutir las ideas en sus clases para prepararlas y mejorarlas antes de su publicación. 
Durante los años treinta se dedicó casi de manera exclusiva a los contextos sociales de la ciencia y la tecnología, especialmente en la Inglaterra del siglo XVII, para estudiar las consecuencias imprevistas de la acción social intencional, atendiendo sobre todo a las investigaciones sobre historia de la ciencia de George Sarton quien le abrió las puertas para publicar en la revista Isis y dirigió y publicó su tesis doctoral: Ciencia, tecnología y sociedad en la Inglaterra del siglo XVII (leída en 1936 y publicada en 1938). Por sugerencia de Sorokin y Parsons, Merton alcanza en 1933 el grado de Assistant de docencia e investigación y en 1936 el de tutor e instructor. Durante su estancia en Harvard (1931-1939) escribe dieciséis artículos de los que al menos tres constituyen ensayos paradigmáticos para la sociología contemporánea: «Las consecuencias imprevistas de la acción intencional» (1936); «El tiempo social: Un análisis funcional y metodológico» (1937), escrito con Sorokin, y «Estructura social y anomia» (1938), que ha sido reimpreso unas cuarenta veces y hasta finales de los años sesenta fue el artículo más citado en el campo del análisis de la desviación.
Sin embargo las restricciones presupuestarias de la Universidad durante la Gran Depresión le obligan a marchar a la Universidad de Tulane en Nueva Orleans (Luisiana) en 1939; allí permanece hasta 1941; obtiene la cátedra y dirige el Departamento de Sociología. Publica entre otros artículos «Estructura burocrática y personalidad» (1940) y «Mannheim y la sociología del conocimiento» (1941), y sigue haciendo aportaciones a la sociología de la ciencia, que tendrá su contribución más significativa con su polémica tesis del ethos científico contenida en «Nota sobre la ciencia y la democracia» (1942). 
Desde Nueva Orleans marchó a la Universidad de Columbia en Nueva York, donde desarrolló el resto de su carrera académica e investigadora y en la que se jubiló en 1979, aunque fue un activo profesor emérito hasta su mismo fallecimiento. Desde su jubilación, compatibilizó su trabajo en Columbia con su actividad en la Universidad Rockefeller y en la Fundación Russell Sage. Con su primera esposa, Suzanne M. Carhart, una trabajadora social a la que conoció en 1934 cuando ella estudiaba en el Temple College y él acababa de ser nombrado profesor en Harvard, se instaló en Hastings-on Hudson, un pequeño pueblo cercano a Nueva York, y allí tuvieron a sus tres hijos, Stephanie, Robert y Vanessa. Su hijo Robert Carhart Merton obtuvo el premio Nobel en economía en 1997 por sus contribuciones, junto con Myron S. Scholes, a la elaboración de un nuevo método de evaluación de los instrumentos financieros derivados. En 1968 el matrimonio se separó y Merton pasó a compartir su vida con Harriet Zuckerman, una joven que despuntaba por sus excelentes trabajos en la sociología de la ciencia. 
Durante los años cincuenta, influenciado por el mencionado Talcott Parsons, pero también separándose de él y de sus otros maestros, desarrolló la teoría sociológica estructural-funcionalista, que privilegia un análisis macroscópico de la sociedad, analizando las partes que la integran y la relación entre ellas. Su célebre revisión de los tres postulados funcionalistas clásicos, que acometió en la nota sobre «Funciones manifiestas y latentes» de Teoría y estructura sociales (1949), se orienta contra una variante del enfoque funcional que considera ahistórico, estático, generalista y carente de sentido para la investigación y la contrastación empírica. De esa crítica surge también su tesis de las teorías de alcance intermedio como una forma de remediar la distancia entre, de un lado, la gran teoría especulativa y, de otro, el empirismo ateórico ramplón. En definitiva, con sus críticas a sus maestros de Harvard o a otros clásicos como Émile Durkheim, Alfred Reginald Radcliffe-Brown o Bronisław Malinowski, Merton ejemplifica su dictum de honrar a los clásicos no por repetición, sino por la discusión, modificación y, en ocasiones, rechazo de sus ideas y hallazgos. Pero este acusado sentido crítico no le hizo perder la elegancia en sus formas, ni el respeto que sentía hacia sus maestros. Sorokin lo expresó con gracia en la dedicatoria de un libro que decía: «para mi maldito enemigo (sic) y más querido amigo —Robert— de Pitirim»
A la Universidad de Columbia llegó cuando el departamento se hallaba dividido entre Robert Staughton Lynd y Robert Morrison MacIver. Merton ocupó una de las dos plazas de profesor ayudante que se convocaron; la otra fue para Paul F. Lazarsfeld, con quien enseguida empezó a entablar una fructífera labor investigadora. De sus trabajos comunes surgió el libro de Merton Mass Persuasion (1946), basado en las investigaciones sobre las emisiones de radio para comprar bonos del ejército; y en el futuro siguieron trabajando en el seno del Bureau of Applied Social Research que dirigía el sociólogo austríaco de forma tal que este lo nombró director asociado del mismo desde 1942 a 1971. En 1957 fue elegido presidente de la American Sociological Association y permaneció enseñando en la Universidad de Columbia hasta 1979. Murió en 2003 a los 93 años, en Nueva York.
En Columbia Merton también fue maestro de sociólogos tan destacados como Daniel Bell, Lewis Coser, Franco Ferrarotti, Philip Selznick, Peter Blau, Rose Coser, Seymour Martin Lipset, Alvin Gouldner, Arthur Stinchcombe y Juan Linz, entre otros.

## Teoría sociológica
Toma como objeto de estudio las relaciones de interdependencia sociocultural, las estructuras, los procesos y las conductas sociales. Está orientada al conjunto de la sociedad o dirigidas al ámbito de problemas y objetos de la convivencia sociocultural. Existe una gran abundancia de teorías sociológicas, lo que hace difícil encontrar una que pueda ser válida como “regla general”. A la vista de la gran dificultad que entraña el intento de hallar una teoría sociológica general, R. K. Merton recomendó la conveniencia de elaborar, ante todo, teorías de alcance intermedio. Sorokin y Lazarsfeld fueron una importante influencia para Merton, induciéndolo a los estudios de este tipo de teorías.
Teoría funcional y estructuralista (1985) Es uno de los padres de la escuela estructural funcionalista. Para Merton, la sociedad es un sistema que está constituido por una estructura que permanece en el tiempo, siendo un sistema un conjunto de elementos interdependientes, en equilibrio y que tienen la posibilidad de cambiar. Por este motivo, a la teoría se la ha denominado sistémica. Eso fue tomado de la teoría parsoniana.
Los elementos que integran el sistema son subsistemas interdependientes, que cumplen funciones sociales necesarias para el funcionamiento, regularidad y estabilidad de todo el sistema. La unidad funcional debe ser entendida en el conjunto de la realidad y debe considerarse como un elemento central la especificación de las unidades funcionales y tomar en cuenta que existen disfunciones dentro de la sociedad y la cultura y estas también forman parte de la supuesta unidad funcional, ya que las disfunciones son en ciertas formas un tipo de función.
Merton considera a la estructura como un sistema de relaciones relativamente estables entre las partes de un conjunto, y la estabilidad deriva de la permanencia de los actos sociales más allá de las personas.

### Tipos de funciones.

#### Funciones manifiestas
Las funciones manifiestas son las consecuencias objetivas queridas y observadas por los miembros de una sociedad o sistema social. Y como toda función, contribuyen a la integración de las mismas y presentan consecuencias objetivas para la sociedad (o cualquiera de sus partes), reconocibles y deseadas por las personas o grupos implicados. Son aquellas funciones o efectos que se producen en la sociedad y que son en primer lugar positivas, en segundo lugar dichos fines son explicitados por los editores de las normas, y en tercer lugar reconocidos dichos fines por los editores de las normas (se reconoce que la norma es útil para dicho fin).

#### Funciones latentes
Las funciones latentes son aquellas consecuencias objetivas que contribuyen a la adaptación social, pero que no son observadas ni queridas por los miembros de una sociedad; contribuyen a la adaptación social o a otros objetivos pero, simultáneamente, no son deseadas o reconocidas por la sociedad o el grupo. Un gran ejemplo de función latente es el proceso de socialización llevado a cabo en el colegio. Aparte de los conceptos básicos que enseñan (función manifiesta), el alumno aprende a comportarse.(cambio de conducta observable)

### Sociología de la ciencia
La sociología de la ciencia fue un campo en el que Merton estaba muy interesado y se mantuvo apasionado a lo largo de su carrera. Merton estaba interesado en las interacciones y la importancia entre las estructuras sociales y culturales y la ciencia. Fue pionero en la investigación histórica en su tesis doctoral sobre el papel de las instituciones militares en el estímulo de la investigación científica durante la era de la Revolución Científica. Merton llevó a cabo una extensa investigación, explicando algunas de las causas religiosas de la Revolución científica y las normas mertonianas de la ciencia. Este es un conjunto de ideales que indican los objetivos y métodos de la ciencia, e incluyen:
- Universalismo - según el cual las pretensiones de verdad son evaluadas en términos de criterios universales o impersonales, y no con base en raza, clase, género, religión o nacionalidad;
- "Comunismo" - la propiedad común de los descubrimientos científicos, según la cual los científicos renuncian a la propiedad intelectual a cambio de reconocimiento y estima;
- Desinterés - según el cual los científicos son recompensados por actuar de una manera que aparentemente parece desinteresada;
- Escepticismo organizado - todas las ideas deben ser probadas y están sujetas a un escrutinio comunitario riguroso y estructurado.[8]

Robert Merton señaló numerosos fenómenos novedosos como el de obliteración por incorporación, situación que se da cuando un descubrimiento científico es tan importante que el nombre del científico es olvidado. O la situación producida cuando se dan descubrimientos científicos simultáneos, sin que unos científicos conociesen el trabajo de otros. 
Merton y sus colegas pasaron mucho tiempo estudiando "cómo el sistema social de la ciencia funciona de acuerdo con, y a veces también en contradicción con, el ethos de la ciencia". Este nuevo enfoque en la organización social de la ciencia llevó a Merton a estudiar el sistema de recompensas, las disputas entre los científicos, y la forma en que los científicos famosos a menudo reciben un crédito desproporcionado por sus contribuciones, mientras que los científicos menos conocidos reciben menor crédito por sus méritos. Merton llamó a este fenómeno el "efecto Mateo".
Una indagación muy curiosa e interesante, que muestra la viveza y erudición del autor, fue rastrear desde la Edad Media hasta los tiempos de Newton la famosa frase "A hombros de gigantes", que late en el Debate de los antiguos y los modernos, que fue muy importante para la introducción y defensa del pensamiento científico moderno.

## Aportes en el campo de la criminología
En el campo criminológico, el autor efectuó importantes aportes a la denominada teoría de la anomia, anteriormente desarrollada por Émile Durkheim. Mientras que éste veía a la anomia desde la perspectiva normativa (falta de regulación en algún momento de la sociedad), Merton no se enfocaba en la cuestión normativa, sino en una discordancia entre los fines y los medios disponibles.

### La anomia
Merton no utiliza el término “anomia” (a= <ausencia de> / nomos= <normas>) de manera etimológica, es decir, para describir a una sociedad que no posee norma alguna. Cuando se refiere a la anomia, Merton señala que esta teoría intenta determinar cómo la estructura social y cultural genera una presión que desvía la conducta de individuos situados en diferentes posiciones de la estructura social.[cita requerida]
En su ensayo “Estructura social y anomia” (1938), Merton menciona varios elementos que componen la estructura social, y destaca dos, que considera fundamentales:[cita requerida]
Por un lado, las metas culturales son aquellas por las que vale la pena esforzarse, como por ejemplo ser rico, poderoso, culto, etcétera. Quienes alcancen dichas metas recibirán reconocimiento y prestigio.
Por el otro lado, se encuentran las reglas que se emplearán para alcanzar las metas culturales. Las mencionadas reglas toman forma a través de instituciones que se encargan de dirigir las conductas de una sociedad. Si tomamos la meta cultural de ser rico, hay preceptos que establecen que, para alcanzarla, no hay que cometer fraudes, mentir, y/o estafar. Básicamente, serían las formas legítimas para alcanzar las metas culturales.
Lo que Merton denomina anomia social ocurre cuando las metas culturales prevalecen sobre las reglas. Es decir, cuando los grupos sociales aceptan que para conseguir sus metas no importa ir más allá de las reglas. Si se llega a esta situación, se da un estado de anomia social.[cita requerida]
Para poner un ejemplo concreto, también con la meta cultural de ser rico, un estado de anomia social se daría cuando algún grupo social considerase adecuado estafar para acumular dinero. En este caso, vemos que la meta cultural (riqueza) es más importante que las conductas prohibidas (estafar).[cita requerida]

### Origen del término
El término anomia social surge con las desviaciones de las normas sociales por parte de distintos grupos en la sociedad norteamericana como referencia. Merton desarrolla tres características que presentan las sociedades anómicas y luego las aplica a la sociedad norteamericana.[cita requerida]
En primer lugar, destaca la existencia de un desequilibrio cultural entre fines culturalmente instaurados y los medios lícitos para poder alcanzarlos. Merton considera que, en la cultura capitalista estadounidense, que estos fines están ligados al éxito monetario, representado por el sueño americano: las personas apuntan a acumular una mayor cantidad de bienes materiales y al éxito económico más que a cumplir con las normas, y por eso acuden a los medios que se presenten como más eficaces -ya sean lícitos o ilícitos-.[cita requerida]
Como segunda característica, el autor postula el concepto de universalismo en la definición de los fines. La presión por alcanzar los fines no se limita a unos pocos ciudadanos, sino que se extiende a todos. En definitiva, predomina la idea de que cualquier persona, independientemente de su contexto particular, puede llegar a cumplir esas metas de éxito.[cita requerida]
Esto nos conduce a la tercera característica, que es la desigualdad de oportunidades. Merton afirma que no todos los sectores sociales tienen idénticas posibilidades de lograr dichos fines a través de medios lícitos. Sostiene, en efecto, que quienes estén en condiciones económicas y sociales más favorables podrán alcanzar lícitamente las metas con mayor facilidad. Mientras tanto, las clases bajas contarán con oportunidades más limitadas.[cita requerida]
La anomia, entonces, es el resultado de este desequilibrio entre aspiraciones y oportunidades: frecuentemente, quienes parten de contextos desfavorables no logran el éxito ni la riqueza a través de medios lícitos. Sin embargo, esas personas conservan los mismos objetivos y, para cumplirlos, echan mano a medios más eficaces pero ilícitos (delincuencia).[cita requerida]
Al analizar este fenómeno, Merton sintetiza los diferentes comportamientos que pueden adoptar las personas frente a la presión anómica. Así, define las siguientes cinco formas de adaptación:[cita requerida]
| Formas de adaptación | Fines | Medios lícitos |
| Conformidad          | (+)   | (+)            |
| Innovación           | (+)   | (-)            |
| Ritualismo           | (-)   | (+)            |
| Apatía               | (-)   | (-)            |
| Rebelión             | (- +) | (- +)          |

¿Qué significa cada forma de adaptación?
La conformidad se da cuando la persona interioriza el logro de los fines de éxito y asume que, para conseguirlo, debe emplear medios lícitos. La sociedad dicta ciertas metas en función de la clase y la condición social, y un individuo en la categoría conformista acepta esos objetivos y los medios legítimos para obtenerlos.[cita requerida]
La innovación sucede cuando se hace uso de los medios ilícitos, aunque técnicamente eficaces, para alcanzar los fines propuestos. Es decir, si bien la persona internaliza la importancia de todos estos objetivos impuestos culturalmente, no sucede lo mismo con la internalización de qué medios y modos hay para alcanzarlos. Merton lo expresa claramente: “La presión dominante empuja hacia la atenuación gradual de los esfuerzos legítimos, pero, en general, ineficaces, y el uso creciente de expedientes ilegítimos pero más o menos eficaces” (Merton, 2002: 224).
En el ritualismo la persona se desvincula de las metas del éxito: renuncia a alcanzarlas pero se mantiene fiel a los medios lícitos. Aquí, la persona no busca alcanzar las metas culturalmente establecidas, pero tampoco delinque. Se limita a cumplir las normas legales, pero sin perseguir los objetivos culturales. La apatía se da cuando la persona no adhiere ni a los fines ni a los medios culturales y legalmente aceptados. El autor utiliza para ejemplificar este precepto a los alcohólicos y/o vagabundos.[cita requerida]
En la rebelión el sujeto pone en cuestión los valores que sustentan a la estructura social. Es decir, existe un conflicto con las normas vigentes y un deseo de sustituirlas porque son, según las personas en rebelión, inaceptables. Aquí, los medios pueden ser lícitos, como en una protesta pacífica, o ilícitos, como en un golpe de Estado.[cita requerida]

### Anomia y frustración
El autor desarrolló su teoría durante el periodo de “boom” económico que dio lugar al fenómeno del “American Dream”. Por ello, puede resultar complicado trasladar los postulados del citado autor a contextos diferentes del estadounidense.[cita requerida]
Un ámbito social particular en el que se produce esta discrepancia medios-fines es en el deporte, especialmente en alguna de sus disciplinas: «" ‘en las competiciones atléticas cuando se despoja el deseo de victoria en su envoltura institucional y se interpreta el triunfo por el simple hecho de ganar y no como el de «ganar de acuerdo con las reglas del juego’"», se favorece, implícitamente, la utilización de medios técnicamente eficaces aunque ilegítimos[...] La importancia atribuida al objetivo ha atenuado de tal manera la satisfacción provocada por la simple participación en la actividad deportiva que sólo se encuentra en la victoria”.[cita requerida]
La frustración se traduce en la presión, tensión o estrés que sufren aquellos individuos que son incapaces de alcanzar las metas deseadas. Es el resultado de la diferencia entre las aspiraciones y las expectativas de los sujetos. Las aspiraciones representan los objetivos ideales que toda persona quiere perseguir. Las expectativas, los niveles de éxito esperado. Cuanto mayor sea la distancia entre lo que las personas desearían conseguir (aspiraciones) y lo que, según su propia experiencia, consideran que pueden obtener (expectativas), o lo que realmente consiguen (logros), mayor será el nivel de frustración soportado.[cita requerida]
La frustración también es consecuencia del bloqueo de oportunidades. La metodología aquí empleada se dirige a analizar las circunstancias, eventos o condiciones que impiden o limitan a los individuos progresar en sus objetivos. La falta de acceso a los medios institucionalizados representa una importante fuente de frustración.[cita requerida]

## Obras importantes
- Science, Technology and Society in 17th-Century England (1938).
- "Social structure and anomie". American Sociological Review (1938) 3:672–682.
- The Normative Structure of Science (1942).
- Mass Persuasion. The Social Psychology of a War Bond Drive (1946).
- Social Theory and Social Structure. Toward the codification of theory and research (1949, 1957, 1959 y 1968).
- Continuities in Social Research (1950).
- The Focused Interview (1956).
- The Sociology of Science. Theoretical and Empirical Investigations (1957 y 1973)
- Sociology Today (1959).
- Contemporary Social Problems (1961).
- Sociological Ambivalence and other Essays (1976).
- Social Research and The Practicing Professions (1982).
- On the Shoulders of Giants: A Shandean Postscript (1985).
- Social Structure and Science (1996).
- Cid Moliné J. y Larrauri Pijoan E. (2001) Teorías criminológicas: Explicación y prevención de la delincuencia. Editorial Bosch.
- Con Eleanor Barber, The Travels and Adventures of Serendipity: A Study in Sociological Semantics and the Sociology of Science, 2004